# 카누스티

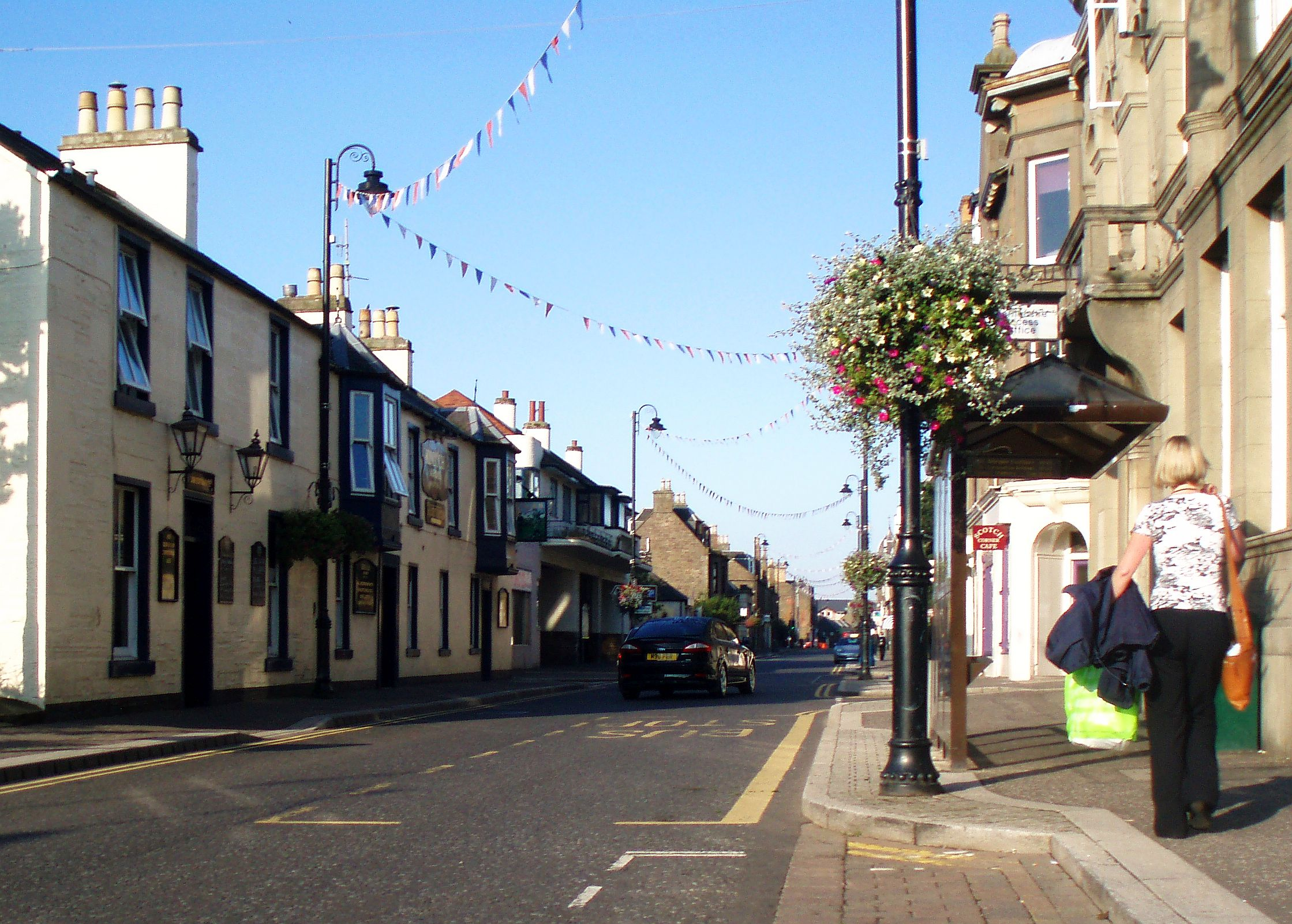
카누스티

카누스티(Carnoustie)는 스코틀랜드 동부, 앵거스에 속하는 마을이다. 2001년 인구 조사시의 인구는 10,561명이였다.